# Platygaster cecconii
Platygaster cecconii är en stekelart som beskrevs av Jean-Jacques Kieffer 1913. Platygaster cecconii ingår i släktet Platygaster och familjen gallmyggesteklar. Arten är reproducerande i Sverige. Inga underarter finns listade i Catalogue of Life.